# Liste der Baudenkmäler in Augsburg-Wolfram- und Herrenbachviertel
In der Liste der Baudenkmäler im Wolfram- und Herrenbachviertel sind die Baudenkmäler im Augsburger Stadtbezirk Wolfram- und Herrenbachviertel im
Planungsraum Spickel-Herrenbach
(XI)
aufgelistet. Zu diesen Baudenkmälern gibt es auch eine Bildersammlung.
Diese Liste ist eine Teilliste der Liste der Baudenkmäler in Augsburg. Grundlage der Liste ist die Bayerische Denkmalliste, die auf Basis des bayerischen Denkmalschutzgesetzes vom 1. Oktober 1973 erstmals erstellt wurde und seither durch das Bayerische Landesamt für Denkmalpflege geführt und aktualisiert wird. Die folgenden Angaben ersetzen nicht die rechtsverbindliche Auskunft der Denkmalschutzbehörde.

## Einzelbauwerke
| Lage                                                               | Objekt                            | Beschreibung | Akten-Nr.                | Bild                     |
| ------------------------------------------------------------------ | --------------------------------- | --- | ------------------------ | ------------------------ |
| Don-Bosco-Platz 3, Don-Bosco-Platz 1, Don-Bosco-Platz 5 (Standort) | Katholische Pfarrkirche Don Bosco | Kubischer Flachbau mit eingestellter Stahlbetonkuppelrotunde und verfremdeter Zweiturmfront, Saalbau, von Thomas Wechs 1959 bis 1962 erbaut, mit Ausstattung Pfarr- und Jugendheim, zweigeschossiger Zweiflügelbau mit Flachdach auf hakenförmigem Grundriss, durch kurze, einen Binnenhof einschließende Trakte mit der Kirche verbunden, von Thomas Wechs 1959 bis 1962 erbaut | D-7-61-000-1227 Wikidata | weitere Bilder           |
| Eichendorffstraße 43 (Standort)                                    | Orgel                             | Ursprünglich in der Spitalkirche eingebaute Orgel von Georg Friedrich Schmahl, 1737 und 1754, heute in der evangelisch-Lutherischen Pfarrkirche St. Andreas | D-7-61-000-1222 Wikidata | Orgel                    |
| Wolframstraße 3 (Standort)                                         | Wohnhaus mit Rückgebäude          | Drei- und zweigeschossige Mansarddachbauten mit expressionistischem Einschlag, um 1925 | D-7-61-000-1216 Wikidata | Wohnhaus mit Rückgebäude |